# Teodozjusz (Fieodosijew)
Teodozjusz, imię świeckie Nikołaj Iwanowicz Fieodosijew (ur. 22 października?/3 listopada 1864 w guberni czernihowskiej, zm. 1942 w Wilnie) – rosyjski biskup prawosławny.

## Życiorys
Ukończył seminarium duchowne w Czernihowie. W 1890 uzyskał również dyplom akademii duchownej w Petersburgu i został skierowany do pracy jako wykładowca seminarium, którego był absolwentem. W 1897 złożył śluby zakonne, 25 grudnia tego samego roku zostając hieromnichem. W roku następnym został inspektorem seminarium duchownego w Mińsku, zaś rok później został przeniesiony do seminarium w Tule jako jego rektor. W tym samym momencie otrzymał godność archimandryty.
23 marca 1903 został biskupem pomocniczym eparchii nowogrodzkiej z tytułem biskupa kiriłłowskiego. Cztery lata później jego tytuł uległ zmianie na biskup tichwiński. W 1908 został ordynariuszem eparchii smoleńskiej i dorogobuskiej. W 1912 za osiągnięcia w pracy duszpasterskiej otrzymał prawo noszenia panagii z ozdobami. Uczestniczył jako delegat swojej eparchii w Soborze Lokalnym Rosyjskiego Kościoła Prawosławnego w 1917. W roku następnym podniesiony do godności arcybiskupiej. Uciekł z ogarniętej wojną domową Rosji do Polski w roku następnym. W 1922 przyjął godność arcybiskupa wileńskiego i lidzkiego, zastępując na katedrze wileńskiej wydalonego z Polski arcybiskupa Eleuteriusza (Bogojawleńskiego). W rezultacie po uzyskaniu przez Kościół w Polsce autokefalii z Patriarchatu Konstantynopolitańskiego znalazł się w episkopacie Polskiego Autokefalicznego Kościoła Prawosławnego. W 1927 za zasługi dla prawosławia otrzymał prawo noszenia brylantowego krzyża na kłobuku. Ordynariuszem diecezji wileńskiej i lidzkiej pozostawał do 1939, kiedy z powodu choroby zrezygnował z godności i zamieszkał w monasterze Świętego Ducha w Wilnie. Zdaniem Antoniego Mironowicza podstawową motywacją jego rezygnacji był powrót metropolity Eleuteriusza (Bogojawleńskiego) z Kowna do Wilna i uznanie jego praw do zarządzania całą eparchią wileńską i litewską w granicach sprzed I wojny światowej. Ten sam autor podaje, że arcybiskup Teodozjusz wrócił w jurysdykcję Cerkwi Rosyjskiej, uznając decyzję o przyjęciu nominacji na biskupa w PAKP za błędną. Zmarł w 1942 i podobnie jak inni prawosławni biskupi wileńscy został pochowany w tym samym klasztorze.
W 1928 został odznaczony przez prezydenta RP Ignacego Mościckiego Krzyżem Komandorskim z Gwiazdą Orderu Odrodzenia Polski, a 30 października tego roku w Wilnie udekorowany tym odznaczeniem przez wojewodę wileńskiego Władysława Raczkiewicza.